# Borsholm
Borsholm er en landsby i Hornbæk Sogn, Lynge-Kronborg Herred i det tidligere Frederiksborg Amt. Borsholm ligger mellem Tikøb og Hornbæk.
Borsholm havde i 1682 9 gårde. Det samlede dyrkede areal var 230,7 tønder land, skyldsat til 71,64 tdr. hartkorn. Dyrkningsformen var trevangsbrug.